# Фердінанд Юліус Кон
Фердіна́нд Ю́ліус Кон (нім. Ferdinand Julius Cohn, 24 січня 1828, Бреслау — 25 червня 1898, Бреслау) — відомий німецький ботанік та бактеріолог.

## Біографія
Народився в Бреслау в родині єврейських емігрантів.
Отримав освіту в університеті Бреслау. З 1850 року був приват-доцентом з ботаніки, а з 1859 року — професором у тому ж університеті, де в 1866 році заснував інститут фізіології рослин.
Помер 25 червня 1898 року та був похований на старому єврейському цвинтарі в Бреслау.

## Наукова діяльність
Основні роботи Кона присвячені найпростішим мікроскопічним рослинам, водоростям та грибам. У наукових працях Кон розглядав питання їх морфології, історії розвитку та систематики. Кон вперше відніс бактерії до рослин. Разом із Робертом Кохом взяв участь у дослідженні сибірки.
З 1870 року Кон видавав журнал: «Beiträge zur Biologie der Pflanzen», де опублікував деякі свої праці, наприклад про організми Вольвокс (Volvox).
У 1872—1875 роках Кон опублікував свої дослідження бактерій у праці «Neue Untersuchungen über Bacterien», у якій він вивчив систематичні та біологічні особливості цих організмів та намагався з'ясувати їх роль при бродінні, гнитті, при розвитку епідемічних хвороб.

## Наукові праці
- Zur Naturgeschichte des Protococcus Pluvialis Бонн, 1851
- Die Menschheit und die Pflanzenwelt Бреслау, 1851
- Entwickelungs-geschichte des Pilobolus Crystallinus («Nova acta», 1851)
- Der Haushalt der Pflanzen Лейпциг, 1854
- Untersuchungen über die Entwicklungsgeschichte der Mikroskopischen Algen und Pilze Бонн, 1854
- Empusa muscae Бонн, 1855
- Entwickelung der Sphaeroplea annulina Берлин, 1855
- Beiträge zur Biologie der Pflanzen Бреслау, 1870
- Neue Untersuchungen über Bakterien Бонн, 1872-75
- Die Pflanze Лейпциг, 1882